# Коло (мережа маркетів)
«Коло» («Продукти коло дому») — українська мережа продуктових магазинів формату «біля дому», з торговельною площею від 40 до 100 м². та асортиментом близько 2000 товарних позицій. В мережі представлені харчові продукти, ароматна кава, їжа to go, непродовольчі товари та інші товари першої необхідності.
Розвитком рітейлера займається компанія ТОВ «Арітейл», яка була заснована у 2017 році.
Торговельна мережа має власне виробництво: піцерію, кулінарію та перепічку.

## Історія
Першу крамницю відкрито в травні 2017 року в Києві за адресою вул. Саксаганського 147/5-А. Станом на травень 2021 року працює понад 247 крамниць в Києві та Київській області та Одесі. Мережа увійшла в найкращі 10 food-рітейлерів України за кількістю відкритих крамниць у 2019 році, а також у найбільші 5 мереж крамниць формату «біля дому» в Україні. У вересні 2020 року бренд КОЛО отримав відзнаку від RAU Awards і став переможцем у номінації «Магазин біля дому / мінімаркет року в FMCG».
Декілька магазинів працюють у форматі КОЛО-кафе, де окрім звичного асортименту продуктів можна також придбати готові страви (салати, гарніри, м'ясні страви), а також замовити фірмову піцу to go. Крім того, однією з основних переваг магазинів КОЛО як і раніше залишається натуральна кава. В кожному магазині встановлені острівки кави з професійними кавовими автоматами фірми WMF.
З червня 2020 року мережа КОЛО почала відкривати магазини також і в Одесі. Загалом планується відкриття 3000 магазинів по всій Україні.
З березня 2021 року мережа КОЛО почала відкривати магазини нового формату. Головна особливість — оформлення у сірих тонах з дерев'яною обшивкою та неоновими вивісками. Наразі у подібному форматі оформлені магазини за наступними адресами: в місті Києві на Метрологічній, 60, Драгоманова, 15-А, Дніпровській набережній, 19, Анни Ахматової, 22, Соборності, 17, в Одесі — на Генуезькій, 3-В і в с. Білогородка за адресою Михайла Величка, 10.
Детальну інформацію про акції та новини магазинів КОЛО можна знайти на офіційному сайті рітейлера www.kolomarket.com.ua

## Цікаві факти
- «Коло» — це аналог польської мережі невеликих продуктових «крамниць біля дому» «Жабка» (пол. «Żabka»).[3]
- Однією з ключових фішок асортименту крамниць є натуральна кава.